# A mezzanotte va la ronda del piacere
A mezzanotte va la ronda del piacere is een Italiaanse film van Marcello Fondato die werd uitgebracht in 1975.
In het filmseizoen 1974-1975 was deze satirische commedia all'italiana de op drie na meest succesrijke film in Italië.

## Samenvatting
Gabriella is al jaren getrouwd met een rijke gewetenloze zakenman. Ze heeft geen kinderen en verveelt zich te pletter. Op een dag wordt ze aangeduid om in de jury te zetelen voor het hof van assisen waar een moordzaak voorkomt.
Tina, een vrouw uit een volks milieu, wordt ervan beschuldigd haar partner Gino vermoord te hebben. Gino was niet alleen onbetrouwbaar maar ook gewelddadig. Tina beweert dat ze uit zelfverdediging heeft gehandeld. 
Tijdens het proces doet zij het verhaal van de vurige en stormachtige seksueel geladen passie die Gino en zij voor elkaar voelden. Naarmate het proces vordert beseft Gabriella meer en meer dat ze zo'n intens liefdesleven nooit heeft gekend. Alhoewel ze jaloers is begint ze meer en meer sympathie voor Tina te voelen. Als enig jurylid raakt ze overtuigd van Tina's onschuld. Ze start haar eigen onderzoek, in de hoop een getuige te vinden die Tina kan vrijspreken.    

## Rolverdeling
| Acteur             | Personage                      |
| ------------------ | ------------------------------ |
| Claudia Cardinale  | Gabriella Sansoni              |
| Monica Vitti       | Tina Candela                   |
| Vittorio Gassman   | Andrea Sansoni                 |
| Giancarlo Giannini | Gino Benacio                   |
| Renato Pozzetto    | Fulvio Imber                   |
| Silvio Spaccesi    | de advocaat van de verdediging |